# Mozambique thuộc Bồ Đào Nha
Mozambique thuộc Bồ Đào Nha (tiếng Bồ Đào Nha: Moçambique Português) hay trước đây còn gọi là Đông Phi thuộc Bồ Đào Nha (tiếng Bồ Đào Nha: África Oriental Portuguesa) sau đó được nâng cấp lên thành Quốc gia cấu thành Mozambique (tiếng Bồ Đào Nha: Província Ultramarina de Moçambique) từ ngày 11 tháng 6 năm 1951 tên cuối cùng cuối cùng là Quốc gia Mozambique (tiếng Bồ Đào Nha: Estado de Moçambique) vào năm 1972) tạo thành một lãnh thổ hải ngoại của Bồ Đào Nha, trong số thế kỷ 15 và 1975. Trong suốt lịch sử, lãnh thổ Đông Phi Bồ Đào Nha đã có một số đạo luật và chỉ định chính thức.

## Tên quốc gia
Trong lịch sử là thuộc địa của Bồ Đào Nha, lãnh thổ Mozambique ngày nay có các chỉ định chính thức sau đây:
- 1501–1569: Capitania de Sofala
- 1570–1676: Capitania de Moçambique e Sofala
- 1676–1836: Capitania-Geral de Moçambique e Rios de Sofala
- 1836–1891: Quốc gia cấu thành Mozambique (Província de Moçambique)
- 1891–1893: Quốc gia Đông Phi (Estado da África Oriental)
- 1893–1926: Quốc gia cấu thành Mozambique (Província de Moçambique)
- 1926–1951: Thuộc địa Mozambique (Colónia de Moçambique)
- 1951–1972: Quốc gia cấu thành Mozambique (Província de Moçambique)
- 1972–1975: Quốc gia Mozambique (Estado de Moçambique)

Cần lưu ý rằng trong giai đoạn 1891-1893, tên gọi "Quốc gia cấu thành Mozambique" chỉ tương ứng với một trong hai phân khu của Nhà nước Đông Phi (cái còn lại được gọi là "Tỉnh Lộ Đức Marques").
Cũng cần lưu ý rằng từ năm 1911, thuật ngữ "thuộc địa" bắt đầu được sử dụng như một thuật ngữ thay thế cho "tỉnh" để chỉ định Mozambique. Từ khi ban hành Hiến chương Mozambique mới vào năm 1926, tên gọi "Thuộc địa của Mozambique" đã thắng thế, nhưng đôi khi vẫn tiếp tục sử dụng tên gọi "Tỉnh Mozambique" cho đến năm 1951, khi đó sau này lại là chỉ định duy nhất. chính thức.